# 麥卡爾蒙特 (阿肯色州)
麥卡爾蒙特（英語：McAlmont）是位於美國阿肯色州普拉斯基縣的一個人口普查指定地區。

## 地理
麥卡爾蒙特的座標為34°47′43″N 92°11′43″W / 34.79528°N 92.19528°W，而該地最高點為海拔高度82米（即269英尺）。

## 人口
根據2020年美國人口普查的數據，麥卡爾蒙特的面積為4.07平方千米，皆為陸地。當地共有人口1447人，而人口密度為每平方千米355人。